# Max Payne (jogo eletrônico)
Max Payne é um jogo eletrônico de tiro em terceira pessoa de 2001, desenvolvido pela Remedy Entertainment. Foi originalmente lançado para Windows pela Gathering of Developers em julho de 2001 e posteriormente portado pela Rockstar Canada para PlayStation 2 e pela Neo Software para Xbox em dezembro de 2001. Uma versão para MacOS X foi lançada em julho de 2002, desenvolvida pela Westlake Interactive e publicado pela MacSoft na América do Norte e pela Feral Interactive em outras regiões. Uma versão do jogo para Game Boy Advance, com uma perspectiva isométrica, mas mantendo a maioria dos elementos de jogabilidade do original, foi desenvolvida pela Möbius Entertainment e publicada pela Rockstar Games em dezembro de 2003, e uma versão aprimorada para dispositivos móveis foi desenvolvida pela War Drum Studios e publicada pela Rockstar em 2012 para coincidir com o lançamento de Max Payne 3. Uma versão do jogo para Dreamcast também foi planejada, mas foi cancelada devido à descontinuação do console em 2001. Max Payne também foi disponibilizado para Xbox 360, como parte do programa Xbox Originals em 2009, PlayStation 3, como PS2 Classic em 2012, PlayStation 4 em 2016, e Xbox One e Xbox Series X/S em 2021, devido à retrocompatibilidade e aos recursos de emulação dos respectivos consoles.
O jogo é centrado em Max Payne, um ex-detetive da polícia de Nova Iorque que tenta solucionar o assassinato de sua família enquanto investiga uma nova e misteriosa droga sintética chamada "Valkyr". Ao fazer isso, Max se envolve em uma grande e complexa conspiração envolvendo uma grande empresa farmacêutica, o crime organizado, uma sociedade secreta e os militares estadunidenses. O jogo apresenta um estilo neo-noir corajoso e usa painéis de histórias em quadrinhos com dublagens como seu principal meio de contar histórias, inspirando-se em romances policiais de autores como Mickey Spillane. Ele contém muitas alusões à mitologia nórdica, particularmente ao mito do Ragnarök e vários nomes. A jogabilidade é fortemente influenciada pelo gênero de cinema de ação de Hong Kong, particularmente o trabalho do diretor John Woo, e foi um dos primeiros jogos a apresentar o efeito bullet-time popularizado por The Matrix.
Max Payne recebeu avaliações positivas dos críticos, que elogiaram sua emocionante jogabilidade e o uso de dispositivos de narrativa noir, enquanto alguns criticaram seu design de nível linear e curta duração. O jogo vendeu quatro milhões de unidades. É considerado um dos melhores jogos já feitos. Ganhou um grande número de prêmios, incluindo o prêmio BAFTA de Melhor Jogo de PC de 2001. Seu sucesso lançou a franquia Max Payne, incluindo as sequências Max Payne 2: The Fall of Max Payne, desenvolvida novamente pela Remedy e publicada pela Rockstar em outubro de 2003, e Max Payne 3, desenvolvida exclusivamente pela Rockstar e lançada em maio de 2012. Uma adaptação cinematográfica solta do jogo foi lançada em outubro de 2008. Em 2022, foi anunciado que a Remedy está desenvolvendo remakes de Max Payne e Max Payne 2 para PlayStation 5, Windows e Xbox Series X/S, com publicação da Rockstar.

## Jogabilidade
Max Payne é um jogo de tiro em terceira pessoa no qual o jogador assume o papel do personagem-título, Max Payne. Quase toda a jogabilidade envolve a utilização do "bullet time" para balear inimigo após inimigo. Os níveis são geralmente lineares e simples, com quase nenhuma caça às chaves; no entanto, alguns níveis incorporam elementos de plataforma e quebra-cabeças. No entanto, a ênfase principal do jogo está no tiroteio.
Depois de uma batalha, cartuchos de bala se espalham pelo chão e as paredes ficam cheias de buracos de balas. Em um hotel decadente, você pode ligar uma cama vibratória, puxar o autoclismo ou ligar a televisão para checar o noticiário mais recente. O jogo mantém você na borda, enquanto você atenta para bandidos à espreita ou portas armadilhadas.
Inicialmente, a única arma que o jogador possui é uma pistola de 9 milímetros; à medida que o jogador progride, vai tendo acesso a outras armas, incluindo pistolas (Bereta 92 e uma Desert Eagle), espingardas (espingardas de bomba de ação e de cano serrado e uma Pancor Jackhammer automática), submetralhadoras (Ingram e Colt Commando), um lançador de granadas M79, um rifle de precisão, e armas de ataque corporal e jogáveis (algumas destas armas podem ser usadas em dobro, sendo usada uma arma em cada mão). Max recupera a saúde tomando analgésicos, que o jogador coleta durante o game.
A inteligência artificial do jogo é totalmente dependente de comandos pré-escritos: a maior parte do comportamento aparentemente inteligente exibido pelos inimigos (como lançar granadas, se esconder atrás de caixas e fugir do jogador), na verdade, é pré-escrito. Assim quando um nível é repetido, os inimigos fazem os movimentos iniciais exatamente iguais aos que fizeram da primeira vez.
Para se mover ao longo do jogo, o jogador pode descobrir quais são os seus objetivos "escutando" os pensamentos de Payne, onde Payne repete para si mesmo quais são os seus próximos passos. Vários níveis do jogo envolvem pesadelos simbólicos-surrealistas relacionados aos efeitos das drogas resultando nas alucinações de Max.
O modo de jogo "Dead on Arrival" permite que o jogador salve apenas sete vezes por capítulo, e o modo "New York Minute" força o jogador a completar cada capítulo antes do tempo previsto - que é reabastecido matando inimigos – é dificílimo. Ao completar o jogo em "Dead on Arrival", o jogador desbloqueia o "The Last Challenge" ("Combate Final" ou "Final Battle" nas diferentes versões), onde luta contra 20 assassinos de terno com Bullet Time infinito e todos com Jackhammer Pancor.
Na dificuldade máxima, Max é (a partir de uma perspectiva de jogo) extremamente frágil e morre após sofrer poucos tiros de pistola de rifles, ou um tiro de espingarda preciso. A maioria dos inimigos pode ter vida três vezes superior à de Max.

### Bullet Time
A jogabilidade de Max Payne gira em torno do "Bullet Time", que quando acionado, a passagem do tempo é retardada a tal ponto que os movimentos das balas podem ser vistos a olho nu - uma forma de câmera lenta - e permite a Max executar movimentos especiais. Embora Payne também seja desacelerado, o jogador ainda pode mirar em tempo real, tirando uma grande vantagem dos inimigos.
Ocasionalmente, quando o último personagem de um grupo de inimigos é morto, o ponto de vista muda para uma visão de terceira pessoa giratória em câmera lenta do corpo do inimigo caindo; do mesmo modo, a câmera segue uma bala disparada com precisão pelo jogador (mais comum com o rifle de precisão).

### Versão para Game Boy Advance
A versão para GBA foi desenvolvida pela Mobius Entertainment (agora conhecida como Rockstar Leeds). Como foi desenvolvida em uma plataforma muito menos poderosa, a versão é muito diferente das de PC, Xbox e PS2: em vez de ser um jogo de tiro em 3D, o jogo é baseado em sprites gráficos e é exibido em uma perspectiva isométrica. A jogabilidade foi praticamente mantida.
A história também continuou a mesma do PC e consoles, apesar de alguns níveis do original terem sido omissos. O jogo inclui uma parte significativa das novelas gráficas originais, completas e dubladas.

## Enredo
Em dezembro de 2001, Nova Iorque perpetua o fim da cauda da pior nevasca na história da cidade, sirenes da polícia soam no sentido da Praça Aesir. Max Payne, um agente do DEA renegado e ex-detetive da NYPD, está de pé no topo de um arranha-céus com um rifle de precisão em suas mãos sorrindo, enquanto unidades da polícia chegam ao local e prendem-no. Ele, então, experiencia flashbacks de há três anos e os últimos dois dias que ele vivenciou. Três anos antes, a 22 de agosto de 1998, Max estava trabalhando como um detetive regular da NYPD em Hell's Kitchen. Seu amigo de longa data e agente do DEA Alex Balder, convida-o a transferir-se para o DEA, mas Max recusa a oferta, querendo se concentrar em sua vida em tempo integral com sua esposa Michelle, que trabalha a tempo parcial no escritório do advogado de distrito, e sua filha recém-nascida Rose. Max diz a Alex que vai parar de fumar por causa de sua filha. Quando Max retorna a sua casa em Nova Jersey, ele encontra três viciados que conseguiram entrar, todos viciados em uma nova droga sintética chamada de Valquíria. Max recebe um telefonema de uma mulher misteriosa que parece satisfeita com o problema e se recusa a pedir ajuda. Max corre para o andar de cima para ajudar sua família e consegue matar os viciados, mas já é tarde demais e encontra sua esposa e filha mortas. Depois do funeral de sua família, Max aceita a oferta e se transfere para o DEA a pedido de Alex, para impedir a disseminação da droga.
Atualmente, três anos depois, com pouca ou nenhuma pista sobre a produção ou a distribuição da droga, a equipe finalmente recebe uma ligação que Jack Lupino é o traficante da droga, um subchefe da máfia da família criminosa Punchinello. Max atua como agente infiltrado na Punchinello, sob o implacável Don Angelo Punchinello. Alex e o agente administrativo do DEA B.B. são os únicos contatos que estão cientes da posição secreta de Max. Durante um telefonema, B.B. informa Payne que algo urgente aconteceu com Lupino e pede a ele para se encontrar com Alex na estação de metrô Roscoe Street Station. Max chega à estação apenas para descobrir que mafiosos trabalham para Lupino. Eles estão tentando assaltar um banco através da rutura de uma antiga estação adjacente fechada e abandonada desde os anos 40. Com os mafiosos mortos, Max encontra entre os objetos de valor no cofre, títulos corporativos para a Corporação Aesir, uma corporação-conglomerado misteriosa e a mais rica empresa de Nova Iorque. A polícia chega ao local com o subchefe Jim Bravura e faz um telefonema para os criminosos dizendo para cessarem e se renderem. Max foge com esperança, antes que possa ser colocado na cena do assalto ao banco. Voltando à estação, ele encontra Alex, que começa a revelar informações sobre Lupino. Antes de Alex poder informar Max de qualquer coisa, é morto por um assassino desconhecido.
Max acredita que sua operação secreta é descoberta, assumindo que Jack Lupino ordenou a morte de Alex e tentou anexar o assassinato junto com o roubo a Max. Jogando como Bogart, Max dirige até um hotel de propriedade de Lupino, onde se encontra com os Irmãos Finito, subordinados de Vinnie Gognitti, um homem com o alto ranking de Capo e braço direito de Lupino. Os irmãos confirmam que foram informados de que Max é um policial, e como tal, atacam Max. Max mata os irmãos e encontra provas do negócio da droga Valquíria dentro do hotel. Rico Muerte, um assassino profissional implacável de Chicago, está supervisionando o negócio. Payne é forçado a abandonar o hotel desprezível, que é secretamente um bordel. Ele encontra o diário de uma prostituta chamada Candy Dawn, que detalha como ela está secretamente enviando fitas de vídeo das suas relações sexuais com um homem que ela chama de "Alfred caolho" para um comprador anônimo destinado a chantagem. Por um televisor, Max descobre que o corpo de Alex foi encontrado pela polícia e ele é considerado o principal suspeito. No bar do hotel, Max encontra Muerte, juntamente com Candy, que estava apenas realizando felação com o assassino. Ambos tentam matar Max com vários capangas, mas são mortos no local. Ao sair, o hotel fica em chamas enquanto uma bomba destrói algumas partes do edifício. Max vê um Mercedes-Benz preto e reconhece o passageiro como Vladimir Lem, chefe da máfia russa local e um rival amargo para os negócios da família Punchinello.
Max continua sua busca por Lupino dentro do bloco de cortiços de Lupino. Ao chegar, outra bomba explode no interior do edifício com a suíte de Lupino no piso superior. Max recebe um telefonema dentro do hall de entrada de um homem misterioso, que se apresenta como Alfred Woden, o informando que a polícia sabe que Max está lá e que precisa sair rápido. Nesse ponto, a polícia chega com Bravura ordenando a Max para se entregar a eles. Max continua pelos edifícios locais, quando encontra Gognitti encolhido em seu próprio apartamento. Payne atira em Gognitti ferindo-o, com isso, Gognitti manda seus capangas pessoais matar Max. Após matá-los, Payne lê uma nota e descobre que Lupino se tornou instável, um psicopata, matando seus homens para se divertir e espantar o negócio. Max continua a perseguir Gognitti no metrô e através da cidade, antes de, eventualmente, recuperar o atraso em um beco sem saída. Max assusta Gognitti para que revele a localização de Lupino, e, eventualmente fica sabendo que ele se encontra dentro de uma boate chamada Ragna Rock (o fim do mundo). Gognitti implora para Max poupá-lo e Max, sem munição, desiste.
Ragna Rock é a discoteca privada de Lupino, um antro de drogas construído em um antigo teatro. Max descobre que Lupino tem, efetivamente, enlouquecido, possivelmente a partir de altas doses de Valquíria, e agora acredita que ele é o Anticristo, que chama os Demônios a partir de diferentes mitologias para adorá-lo como um "Mensageiro do Inferno", e foi sacrificar suas vítimas para criar uma "mensagem" para o Diabo. Don Punchinello ameaçou ter o Trio (assassinos de elite do Don) para lidar com Lupino se ele não se recompor. Depois de abater Lupino e seus homens, ele encontra Mona Sax, uma assassina contratada misteriosa e irmã gêmea de Lisa Punchinello, a esposa do Don. Mona informa Max como é óbvio que Lupino, em seu estado, não poderia ter sido o único a enquadrar Max com o assassinato de Alex. Ela revela que estava em um contrato pessoal para matar Punchinello, um sádico batedor de esposas. Mona sugere que eles trabalhem juntos para derrubar o Don Punchinello. Max concorda e Mona lhe dá uma bebida. Max graceja sobre começar a escorregar um rato, apenas para descobrir que ele é e cai no chão, nocauteado. Mona diz a ele que não é nada pessoal, apenas que ela não pode arriscar sua irmã Lisa ser morta, se Max ficar furioso.
Com as drogas mantendo Max inconsciente, ele sonha um pesadelo horrível. Ele revive o dia em que sua família foi morta, com a sua casa entortada e torcida em um labirinto terrível. Max acorda, encontrando-se amarrado a uma cadeira com um homem pairando sobre ele. Ele está sendo torturado por Frankie "The Bat" Niagara, um soldato da família criminosa Punchinello. Depois de uma surra severa, Niagara sai para obter uma bebida e dar tempo a Max para reconsiderar sua atitude. Max consegue livrar-se da cadeira e descobre que ele está sendo mantido no porão do Hotel de Lupino. A polícia tem sido e ido através do hotel, qualquer um que ficou foi morto. Max também descobre que Mona tinha sido capturada depois de uma tentativa fracassada de assassinato a Don Punchinello. Ela está sendo torturada pelo Trio (assassinos de elite da Punchinello), na mansão do Don. Enquanto isso, a polícia acredita que Max está morto, morto no ataque em Ragna Rock. Max retorna ao bar do hotel onde ele matou Muerte e encontra Niagara. Payne prossegue e o mata e o resto de seus homens. Saindo do hotel em um carro, Max está amarrado em um Mercedes-Benz preto. Após a parada, ele é cumprimentado por Vladimir, que lhe dá uma oferta que ele não pode recusar. A família Punchinello abandonou um dos ex-subordinados de Vladimir, Boris Dime, e seus homens a bordo do navio de carga Charon na frente ribeirinha de Brooklyn. O navio de carga é carregado com hardware pesado e armas. Se Max proteger o navio, Vladimir irá lhe fornecer armas suficientes para iniciar uma apocalipse. Max concorda e começa a lutar contra seu caminho através da porta. Durante o confronto, Max se depara com um contêiner de carga. Dentro dele, ele encontra um rifle de precisão, uma mala cheia de dinheiro, e um envelope destinado a Muerte, com um pedaço de papel caro dobrado dentro. A única palavra a ser nitidamente impressa na nota é “Mayor”. Payne não acredita que a máfia esteja envolvida ali, devido à nota ser muito fria e direta ao ponto. Max chega ao navio para descobrir que sua carga está sendo descarregada. Ele luta contra seu caminho a bordo, onde ele fala brevemente com Don Punchinello por telefone, informando-o da sua intenção de matar Dime. Uma vez Dime morto, Max carrega o maior número de armas que pode. Em um telefone público, Max chama Punchinello, oferecendo-se para arranjar um negócio para o navio e as armas, e o Don sugere que eles se encontrem em seu restaurante (Casa di Angelo).
Max faz o seu caminho para o restaurante de Punchinello apenas para ser saudado com uma armadilha. O edifício foi fraudada para explodir. Max faz o seu caminho através do edifício e foge pelo esgoto. Com a tentativa de Punchinello matar Max fracassada, Vladimir lhe oferece uma carona para a mansão Punchinello. Max sabe que a mansão será guardada por assassinos de elite de Punchinello, o Trio: Pilatos Providence (AKA "Big Brother"), Joe "Deadpan" Salem, e Vince Mugnaio. Max consegue esgueirar-se pela parte de trás, onde encontra provas da fuga de Mona. Ele mata tanto Providence quanto Salem. Enquanto no interior, ele encontra o cadáver de Lisa Punchinello espancada em sua cama, embora ele é tão imbatível que não poderia dizer se poderia ter sido sua irmã Mona. Dentro do quarto, Max responde a um telefonema; Alfred informa Payne que um helicóptero armado aterrou nas terras senhoriais e que ele deve se apressar. Max mata Mugnaio e vai para Punchinello. O Don confessa que ele foi receber ordens de uma mulher, alguém alto, o governo talvez. Naquele momento, Punchinello é morto na frente de Max por agentes de elite, liderados pela mulher que o Don estava falando. Um grande grupo de agentes cercam Max e a misteriosa mulher tem o prazer de o ter pego. Ela lhe injeta uma overdose de Valquíria, deixando-o como morto. Quando eles saem, Max ouve-a dizer "Me levem para Cold Steel".
Max é enviado novamente para outro pesadelo induzido por drogas, sofrendo outro tormento brutal de culpa e vergonha interna. Dentro do sonho, Max recebe cartas e telefonemas estranhos, ambos são supostamente de sua falecida esposa dizendo-lhe que ele é um personagem em um videogame. Ela também menciona que recebe um memorando estranho sobre viquingues e os militares, acreditando haver algum engano com o correio. A overdose de Valquíria não mata Max, ao invés disso ele se sente mais forte a partir dela. Max persegue sua única pista para a Cold Steel Foundry, localizada fora da cidade, que parece ser o lugar perfeito para qualquer número de atividades ilegais. A área está repleta de guardas armados até mesmo com a tempestade de neve recorde que continua a causar estragos sobre a cidade. Enquanto Max faz seu caminho mais profunda na academia, ele ouve que a deep six foi comprometida e a "Operação Olhos Mortos" foi iniciada. Só poderia significar que eles estão preparando para destruir qualquer evidência. Max se sente tão perto da verdade, ele empurra e encontra um elevador marcado D-6 (Deep Six), que o leva para abaixo do solo. Na parte inferior, Max descobre um velho bunker militar, e reconhece a placa militar no chão. Ele havia visto milhares de variações da insígnia nas paredes de tijolos desmoronadas em toda a cidade, a espada substituída por uma seringa. Projeto Valhalla, Exército dos EUA, MCMXCI (1991). A base está em contagem regressiva para a autodestruição, mas Max continua a empurrar para a frente. Mais profundamente, ele descobre que Valquíria é a tentativa do exército de melhorar a resistência e a moral dos soldados. O projeto criou uma versão atualizada de um medicamento chamado The Ladder, criado durante a Guerra do Vietnã: no entanto, o projeto foi interrompido bruscamente em 1995, devido a resultados insatisfatórios, juntamente com os sujeitos de teste a tornarem-se mentalmente instáveis. Max descobre que um vazamento de dados tinha comprometido o projeto. Em resposta, alguém com elevada altura de segurança havia autorizado um teste de campo com os restantes sujeitos de teste; eles receberam o dobro da dose de Valquíria e foram soltos em um ambiente urbano sendo observados. O ponto de drop-off era o antigo endereço de Max em Nova Jersey.
Max escapa por pouco do bunker no último momento em que ele se autodestrói. Agora com todos os seus clientes potenciais mortos, virados em fumaça e poeira, Payne Payne é deixado sentir-se esmagadoramente cansado. Pouco tempo depois, B.B. chama e deixa uma mensagem a Max. Ele está preocupado com o papel de Max na morte de Alex e quer ajudar a limpar o seu nome. B.B. sugere que eles se encontrem no Choir Communications Parking Garage. Quanto mais pensava Max sobre a morte de Alex, mais ele sentia que era um trabalho interno e percebe que B.B. era um agente duplo. Na reunião, Max acusa B.B. de aceitar subornos e vender seu parceiro, ele mesmo sugere que o próprio B.B. se livrou de Alex. Ele tenta escapar deixando seus associados matar Max. Max persegue B.B. através da garagem, eventualmente matando-o. Uma vez que B.B. está morto, Max recebe ainda outra chamada de Alfred, informando Max que ele tem o nome de seu inimigo. Alfred explica que quer que Max para vir para o Edifício Asgard o mais breve possível.
Chegando, Max encontra Woden, que o leva em uma turnê ao edifício, indicando como ele é 2 anos mais velho do que uma prefeitura. Ele finalmente introduz Payne aos seus colegas, dos quais são chamados de Inner Circle. Eles têm mais informações sobre o Projeto Valhalla, como eram todos os envolvidos nas fases iniciais do projeto, durante a Guerra do Golfo. O Inner Circle deseja ajudar Max a explodir a conspiração aberta, eles teriam feito isso sozinhos, mas "suas mãos estão atadas." Woden, então, revela a identidade da misteriosa mulher, Nicole Horne, a figura chave no Projeto Valhalla. Quando o financiamento foi descontinuado, ela simplesmente se recusou a sair, pois sabia exatamente o que tinha em suas mãos. Horne é a presidente da Aesir Corporation, com mais de metade da cidade em seu bolso. Max é dito para manter as coisas em segredo até Horne estiver morta, pedindo-lhe para levá-la para fora. Depois, eles vão lhe fornecer proteção, ajudando a fazer todas as acusações "ir embora". De repente, o prédio é invadido por homens armados do mesmo naipe, eles entram, matando os membros do Inner Circle. Com os guardas tomando o controle do edifício, Max é forçado a lutar contra seu caminho para fora. Em um monitor ele vê que Woden ressuscitou dos mortos, talvez sua oferta ainda vai ficar. Relatórios sobre a rádio sugerem que Max, agindo como um vigilante, está fornecendo um serviço em atraso longo para a cidade. Bravura reivindica, Max foi longe demais em sua cruzada e deve ser parado. Dentro do Edifício Asgard, Max encontra chantagem em "One-Eyed Alfred", uma fita de vídeo de Woden e Candy no hotel de Lupino. A fita veio com uma nota de extorsão sucinta em um pedaço de papel caro. Max leva a fita como garantia para quando chegar a hora, Woden deve renegar sua promessa. Além disso, Max encontra planos estruturais para o arranha-céus da Aesir Corporation, detalhes sobre os planos mostram áreas críticas como o escritório do presidente no último andar, o único acesso, um elevador seguro controlado por um subterrâneo computorizado de segurança. Deixando o Edifício Asgard, Max faz o seu caminho para o arranha-céus.
Max chega ao escritório principal da Aesir Corporation, com a vingança em mente. Ele faz seu caminho através da construção de segurança de alta tecnologia preenchido com capangas de elite armados, no elevador ele encontra Mona. Horne pode ser ouvida ordenando-lhe para matar Payne. Mona diz a Max que ele é um cara bom e que ela não mata mocinhos. Mona diz a Max que tinha sido ordenada por Horne para assassinar Punchinello, cortando seus laços com a máfia. De repente, eles são atacados, Mona empurra Max fora do caminho e é atingida por uma bala na cabeça. Uma vez que os pistoleiros são mortos, Max volta ao elevador para descobrir que o corpo de Mona desapareceu misteriosamente. O elevador o leva até ao topo, mas é forçado a voltar para baixo, onde é atacado ainda no elevador por um helicóptero de ataque armado com mini-gun, o animal de estimação guardião de Horne. Max escapa e consegue desbloquear o acesso ao escritório de Horne e, finalmente, faz o seu caminho lá, onde Horne está tentando escapar. Horne se pergunta por que um homem entraria em todo este problema por sua esposa, que furou o nariz em coisas que eram nada de seus negócios. Ela está confiante de que seus restantes homens vão matar Max, e vai para o telhado. O helicóptero de ataque retorna e tenta matar Max, disparando rodada após rodada através das janelas do andar de escritórios. Continuando o seu impulso, Max chega ao telhado e heliporto. Nicole Horne está embarcando no helicóptero e assegura a sua fuga. No topo do edifício, há uma grande antena de transmissão mantida no lugar com arames tensores. Payne atira os cabos de sustentação e a antena se desprende e choca com o helicóptero, e o heliporto desaba no lobby, matando Horne.
Neste ponto, a recapitulação está completa, e a agitação de três noites de Max acabou. Bravura e a NYPD ESU chegam à cena, prendendo Max e levando-o para fora do prédio Aesir. Woden está de pé na rua; com o conhecimento que Woden irá garantir a sua passagem segura através do sistema judicial, Max sorri, genuinamente satisfeito pela vingança da sua família. Woden sorri, satisfeito que Horne foi parada. A tempestade de neve acaba e o céu se abre para estrelas brilhantes que brilham na noite.

## Desenvolvimento e lançamento

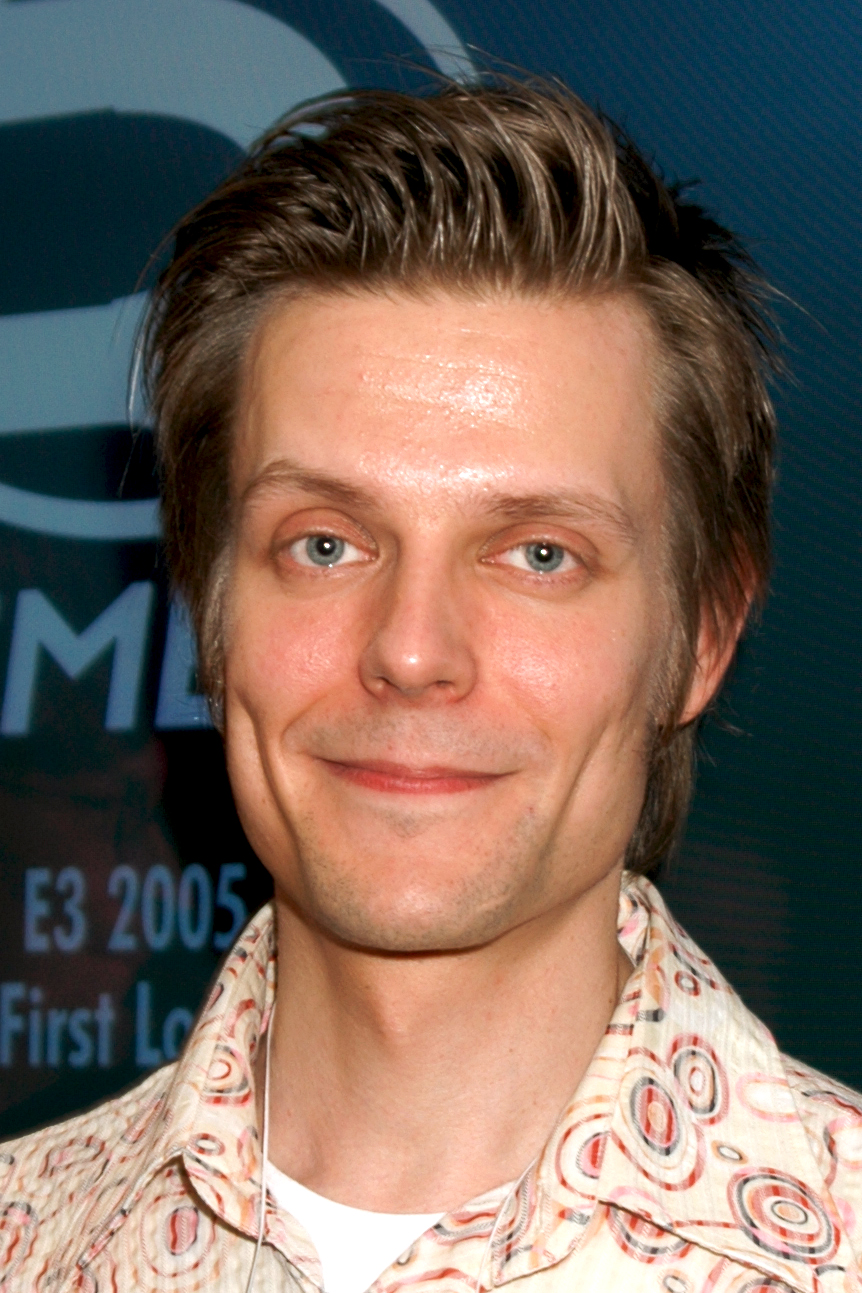
Sam Lake escreveu a história de Max Payne, e serviu como modelo para o desenho do personagem-título.

### Ideia inicial
A Remedy teve a ideia de um “jogo de tiro em terceira pessoa” em finais de 1996, depois de concluir Death Rally (o seu primeiro jogo), inspirado pela primeira vez em Loaded e, em seguida, pelo sucesso de Tomb Raider (embora determinado a evitar seu "sistema de câmera horrível"). De acordo com a história do jogo e o roteirista Sam Lake, para ele "o ponto de partida foi este arquétipo de detetive particular, o policial duro" que seria usado num jogo com "uma história profunda, mais psicológica".
Um protótipo do jogo e documento de conceção do projeto, com os títulos de trabalho Dark Justice e Max Heat (um jogo de palavras sobre este é um programa de TV chamado Dick Justice e um filme pornô Max Heat, ambos apresentados em Max Payne 2) foram logo criados e mostrados à 3D Realms, que assinaram um acordo de desenvolvimento e a produção começou. Em 1999, projetistas viajaram da Finlândia para Nova Iorque para fazer pesquisas na cidade, acompanhados por dois ex-guarda-costas da NYPD, para obter ideias para ambientes e tirar milhares de fotografias para mapeamento.

### Desenvolvimento do projeto
Para as cutscenes, os desenvolvedores perceberam que painéis em quadrinhos (com narração) eram mais eficazes e menos dispendiosos de usar do que cutscenes sendo que os painéis de quadrinhos obrigam o jogador a interpretar cada painel para si e "as nuances estão na cabeça do leitor [...] seria muito mais difícil chegar a esse nível com cutscenes dentro do jogo ou até mesmo pré-renderizadas, "e também acharam mais fácil reorganizar os painéis de quadrinhos se a trama precisasse de ser alterada durante o desenvolvimento do jogo. O motor do jogo é usado para algumas cenas que envolvem sequências de ação e de introdução a alguns níveis. A música do jogo foi composta por Kärtsy Hatakka.

### Motor de jogo
A Remedy usou o seu próprio motor de jogo, que eles batizaram de MaxFX (ou MAX-FX, que estava sendo desenvolvido desde o início de 1997). Os únicos jogos que usaram este motor foram Max Payne e a versão PC da sequela, enquanto um editor de níveis MaxFX também foi incluído no lançamento. O MAX-FX foi licenciado à Futuremark que o usou para a sua série de benchmark 3DMark tendo sido a última a 3DMark2001 Second Edition.

### Trailer e data de lançamento provável
O primeiro trailer apresentando uma versão inicial da história e jogabilidade foi mostrado na E3 de 1998, ganhando grande interesse devido ao seu conteúdo e efeitos inovadores (especialmente o sistema de partículas 3D), embora os produtores da 3D Realms mais tarde alegaram que deliberadamente evitaram que houvesse excesso de expectativas para o jogo. Max Payne estava originalmente programado para lançar no verão de 1999. No entanto, foi adiado várias vezes tendo sido fortemente remodelado em 2000 (em especial, os gráficos foram melhorados permitindo aplicar texturas e iluminação muito mais realistas, enquanto que o modo multiplayer foi abandonado). O jogo foi finalmente lançado para PC no dia 23 de julho de 2001.

### Homenagens aoThe Matrix
Max Payne estava realmente em desenvolvimento muito antes do lançamento do filme The Matrix (1999), e o slow-motion foi um grande elemento da jogabilidade desde o início. No entanto, percebeu-se que o jogo tinha sido muito influenciado pelo filme, que também pôs em vigor o tempo de bala como mecânica. Como resultado de comparações inevitáveis com The Matrix, os projetistas incluíram várias homenagens ao filme, a fim de capitalizar sobre a campanha publicitária (por exemplo, a explosão da porta do túnel do metrô para ter acesso ao cofre do banco é semelhante ao carrinho porta de elevador de roda no filme, enquanto a introdução do nível "Nothing to Lose" é semelhante à cena de tiroteio no átrio, no filme). A Futuremark, que licenciou o motor MAX-FX para a sua série de benchmark 3DMark, incluiu o tiroteio no átrio do filme como um teste de jogo na edição de 2001.

### Lançamento no Brasil
No Brasil, Max Payne estava previsto originalmente para ser lançado pela Electronic Arts Brasil, porém após ser firmado o contrato entre 3D Realms e Remedy com a Gathering of Developers, teve sua versão para Microsoft Windows lançada pela Greenleaf em 2001, a partir da parceria desta com a distribuidora estado-unidense. Como política empresarial da Greenleaf, o jogo foi traduzido e dublado em português brasileiro, com dublagem realizada durante meses em São Paulo, tendo Mauro Castro no papel principal. O lançamento, prometido para setembro de 2001, saiu somente em dezembro devido a atrasos na tradução. Reinaldo Normand do Outer Space criticou a dublagem como "não [..] lá essas coisas, ficando com um aspecto de filme de ação de sessão da tarde", porém elogiou a atuação de Mauro Castro e, mesmo com as críticas, apontou a dublagem com um dos pontos positivos do jogo. Max Payne é classificado como não recomendado para menores de 18 anos segundo o Departamento de Justiça, Classificação, Títulos e Qualificação.

## Recepção
Max Payne foi lançado com críticas muito positivas. O jogo ganhou muitos prêmios anuais no ano de 2001, incluindo Melhor Jogo de PC pela Academia Britânica de Cinema e Televisão; Prêmio Golden Joystick por Dennis Publishing; Prêmio de Melhor Jogo de PC do Visitante na Feira de Informática Europeia; Melhor Jogo de 2001, Melhores Gráficos em um Jogo de PC e Melhor Jogo de PC de Acção por The Electric Playground; Escolha dos Leitores de Melhor Jogo e Melhor Jogo de PC por Pelit; Jogo de Computador do Ano pela The Augusta Chronicle; Melhor Jogo de PC de 2001 pela Amazon.com; Jogo de PC do Ano pela Shacknews e GameZone; O Melhor de 2001 - PC e Escolha do Editor pela Game Revolution; Jogo Escolha do Leitor, Melhor Jogo de Ação Singleplayer, e Melhor Jogo de Xbox pela GameSpot; Escolha dos leitores para Jogo do Ano, Melhor Argumento, Melhores Gráficos, Melhor Utilização do Som, Melhor Jogo de Aventura (Xbox) e Escolha do Editor pela IGN; Prêmio Escolha dos Jogadores (Xbox) pela GamesDomain; Melhor Truque pela GameSpy (Vice-campeão nas categorias Melhores Cinemáticas In-game e Melhor Trailer); e Escolha do Editor e Melhor Inovação Destinado para Uso Excessivo pela Computer Gaming World. O pessoal da IGN escreveu: "Este jogo recebeu tantos votos dos leitores que quase decidiu criar uma categoria de Melhor Jogo Max Payne de 2001." O site também o considerou o 96º melhor jogo de PlayStation 2. Eles alegaram que os jogadores pensaram em Max Payne em vez de The Matrix quando pensavam em tempo de bala.
A crítica comum geralmente se centrou na falta de valor de rejogabilidade de Max Payne, já que não há multiplayer, e o modo de história linear devido ao nível de design e comportamento inimigo pré-determinado que fornece 10-15 horas de jogo. Enquanto os gráficos eram geralmente elogiados pelas texturas de alta resolução, aos modelos dos personagens lhes faltavam expressões faciais animadas (a IGN criticou "a careta no rosto que o faz parecer constipado" do personagem-título).
A versão PlayStation 2 sofria de detalhes reduzidos e abrandamentos pontuais, pois o jogo ultrapassou os limites de poder do console. Além disso, os níveis foram divididos em partes menores para que não ultrapassasse os 32 MB de RAM do PS2, o que, de acordo com a IGN, causou "perturbação pesada para o fluxo e tensão da história". Caso contrário, teria sido um port fiel que manteve todo o conteúdo do original de PC. A GameSpot atribuiu um 8,0/10,0, em comparação com os 9,2 das versões de PC e Xbox, dizendo: "Se você não pode jogar este intenso jogo de ação, originais em qualquer plataforma, exceto o PS2, então é aí que você deve jogá-lo - mas apenas por defeito”.
Uma versão inicial de Max Payne também saiu vice-vencedora do prêmio de Melhor do Show na E3 de 1998. O jogo final recebeu vários prêmios de tipo Jogo do Mês em vários estabelecimentos de jogos de vídeo (e um Selo de Excelência na Adrenaline Vault), e foi incluído na lista de 2005 dos 50 melhores jogos de todos os tempos, bem como na lista de 100 melhores jogos de PC de todos os tempos de 2011. Em 2007, a bit-tech incluiu o jogo e sua continuação na lista dos top 5 jogos mais modificáveis. Recebeu dois prêmios da Eurogamer, os Prêmios de Melhor Jogo de Cinematografia e Melhor Personagens de Games de 2001.
Max Payne Mobile recebeu críticas misturadas a positivas. Alguns elogiaram a reformulação gráfica em HD, embora apontassem a idade do jogo e os problemas com os controles touchscreen.
Max Payne possui problemas correndo a partir do Windows Vista. Por exemplo, maior parte da música, sons de cutscenes e efeitos de jogo estão faltando, devido à incompatiblidade com o codec de áudio usado na altura. O mouse começa a travar e lagar, tornando o game injogável. Se você sofrer de mouse lagging antes ou depois de instalar o patch de som, alguns usuários relataram que desligar a aceleração do mouse no painel de controle do mouse deve resultar. A desvantagem nesta etapa é que apenas algumas pessoas terão um mouse com o seu próprio painel de controle. Se você não tiver um mouse especial com o seu próprio programa de controle, você pode ir a "Hardware e Som">"Mouse" (Painel de controlo clássico do Win7) e desmarque a caixa "Melhorar precisão do ponteiro" sob a guia "Opções de Ponteiro".
No final de 2015, foi confirmada a remasterização de Max Payne para a plataforma PlayStation 4. Junto com mais oito clássicos do PlayStation 2 que foram remasterizados para a mesma plataforma. Pode ser achado na própria loja da plataforma, a PlayStation Store.